# Liste der Baudenkmäler in Altertheim
Auf dieser Seite sind die Baudenkmäler in der unterfränkischen Gemeinde Altertheim zusammengestellt. Diese Tabelle ist eine Teilliste der Liste der Baudenkmäler in Bayern. Grundlage ist die Bayerische Denkmalliste, die auf Basis des Bayerischen Denkmalschutzgesetzes vom 1. Oktober 1973 erstmals erstellt wurde und seither durch das Bayerische Landesamt für Denkmalpflege geführt wird. Die folgenden Angaben ersetzen nicht die rechtsverbindliche Auskunft der Denkmalschutzbehörde.
 Diese Liste gibt den Fortschreibungsstand vom 15. April 2020 wieder und enthält 15 Baudenkmäler.

## Baudenkmäler nach Ortsteilen

### Oberaltertheim
| Lage                                                    | Objekt                              | Beschreibung                                                                                                   | Akten-Nr.             | Bild           |
| ------------------------------------------------------- | ----------------------------------- | --- | --------------------- | -------------- |
| Hauptstraße 39, 41 (Standort)                           | Wohnhaus                            | Zweigeschossiger Mansardwalmdachbau, Obergeschoss Fachwerk verputzt, bezeichnet „1826“                         | D-6-79-165-1 Wikidata | weitere Bilder |
| Hauptstraße 39, 41 (Standort)                           | Hoftor                              | Sandsteinrundbogen, bezeichnet „1837“                                                                          | D-6-79-165-1 Wikidata | weitere Bilder |
| Kirchgasse 1 [Fl.Nr. 192] (Standort)                    | Evangelisches Pfarrhaus             | Zweigeschossiger, traufständiger Satteldachbau, massiv und verputzt, klassizistische Sandsteingliederung, 1828 | D-6-79-165-2 Wikidata | weitere Bilder |
| Kirchgasse 3 (Standort)                                 | Evangelisch-lutherische Pfarrkirche | Saalbau mit Satteldach, dreigeschossigem Chorturm und Sakristeianbau, klassizistisch, 1828; mit Ausstattung    | D-6-79-165-3 Wikidata | weitere Bilder |
| Nähe Kirchgasse (Standort)                              | Friedhof                            | | D-6-79-165-4 Wikidata | weitere Bilder |
| Nähe Kirchgasse (Standort)                              | Friedhofskreuz                      | Sandstein, bezeichnet „1898“                                                                                   | D-6-79-165-4 Wikidata | weitere Bilder |
| Nähe Kirchgasse (Standort)                              | Kriegerdenkmal für 1914–18          | Sandstein | D-6-79-165-4 Wikidata | weitere Bilder |
| Waldabteilung „Pfaffenschlag“ (Flur Nr. 427) (Standort) | Denkmal für die Gefallenen von 1866 | Inschriftsockel mit Kreuz                                                                                      | D-6-79-165-6 Wikidata | BW             |
| Untere Gasse 11 (Standort)                              | Ausleger                            | Schmiedeeisen, frühes 19. Jahrhundert                                                                          | D-6-79-165-5 Wikidata | weitere Bilder |

### Steinbach
| Lage                                  | Objekt                         | Beschreibung                                                                                  | Akten-Nr.              | Bild           |
| ------------------------------------- | ------------------------------ | --------------------------------------------------------------------------------------------- | ---------------------- | -------------- |
| Altbach, über den Welzbach (Standort) | Einjochige Rundbogenbrücke     | Bruchstein, wohl 18. Jahrhundert                                                              | D-6-79-165-14 Wikidata | weitere Bilder |
| Wenkheimer Straße 1 (Standort)        | Zweigeschossiges Bauernhaus    | Mit Krüppelwalm, Obergeschoss Fachwerk verputzt, bezeichnet „1842“                            | D-6-79-165-12 Wikidata | weitere Bilder |
| Wenkheimer Straße 3 (Standort)        | Gasthaus zum Goldenen Hirschen | Zweigeschossiges verputztes Fachwerkhaus mit Krüppelwalm, Wirtshausausleger bezeichnet „1837“ | D-6-79-165-13 Wikidata | weitere Bilder |
| Wenkheimer Straße 3 (Standort)        | Torhaus                        | Mit anschließendem Nebengebäude, bezeichnet „1852“                                            | D-6-79-165-13 Wikidata | weitere Bilder |

### Unteraltertheim
| Lage                         | Objekt                              | Beschreibung | Akten-Nr.              | Bild           |
| ---------------------------- | ----------------------------------- | --- | ---------------------- | -------------- |
| Nähe Lindenstraße (Standort) | Bildstock                           | Sandstein, achteckiger Schaft und Aufsatz mit Relief der Kreuzigung, Fialenabschluss, bezeichnet „1487“ (Abguss)        | D-6-79-165-7 Wikidata  | weitere Bilder |
| Brunnenstraße 13 (Standort)  | Ehemalige Synagoge                  | Eineinhalbgeschossiger, giebelständiger Halbwalmdachbau mit Lunettenfenstern im Obergeschoss, massiv und verputzt, 1841 | D-6-79-165-15 Wikidata | weitere Bilder |
| Lindenstraße 21 (Standort)   | Wirtshausausleger                   | Mit umkränztem Doppeladler, Schmiedeeisen, 18./19. Jahrhundert                                                          | D-6-79-165-9 Wikidata  | weitere Bilder |
| Lindenstraße 24 (Standort)   | Schulhaus                           | Zweigeschossiger, traufständiger Satteldachbau, Bruchstein mit Hausteingliederung, bezeichnet „1884“                    | D-6-79-165-10 Wikidata | weitere Bilder |
| Lindenstraße 26 (Standort)   | Evangelisch-lutherische Pfarrkirche | Langhaus mit Satteldach 1751, Chorturm wohl älter, mit welscher Haube, Sakristeianbau; mit Ausstattung                  | D-6-79-165-8 Wikidata  | weitere Bilder |
| Lindenstraße 54 (Standort)   | Wirtshausausleger                   | Schmiedeeisen, 18./19. Jahrhundert                                                                                      | D-6-79-165-11 Wikidata | weitere Bilder |